# Гонготська угода

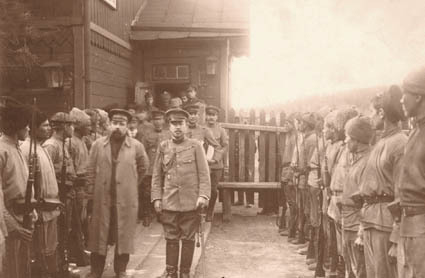
Учасники підписання угоди біля будівлі ст. Гонгота

Гонготська угода (яп. 緩衝国建設覚書) — угода між урядом ДСР та Японією, що було підписано 15 липня 1920 року на станції Гонгота.
Переговори велися з 24 травня 1920 р. Делегація ДСР, яку очолював Лукс Карл Янович, вимагала припинення бойових дій на всіх фронтах та відводу білогвардійських частин з районів дислокації японських військ. За умовами угоди між частинами НРА та японськими і білогвардійськими частинами встановлювалася нейтральна зона на захід від м. Чити. В цій зоні цивільно-правові відносини регулювалися НРА ДСР. Збройні сили обох сторін евакуювалися за визначену лінію. Угода набрала чинності 18 липня 1920 р.